# Ballivián (See)
Der Ballivián war ein See, der sich im Pleistozän (1.600.000–10.000) an der jetzigen Grenze zwischen Peru und Bolivien auf dem Altiplano in den Anden befand. Nach seiner Auflösung bildeten sich zwei kleinere Seen, der Titicacasee im Norden seines Gebiets und der Minchin-See, der Vorgänger des jetzigen Poopó-Sees, in seinem Süden. Es wird vermutet, dass sein Spiegel ca. 100 m über dem Spiegel des jetzigen Titicacasees lag.